# Manuel de Mendiburu

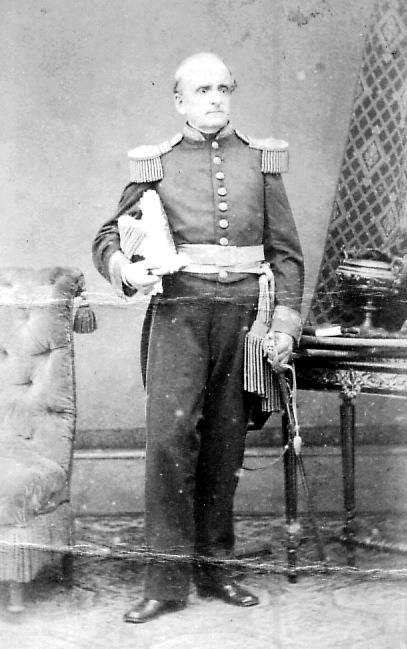
Manuel de Mendiburu

Manuel de Mendiburu (* 20. Oktober 1805 in Lima; † 21. Januar 1885 ebenda) war ein peruanischer Offizier, Historiker und Politiker. 1879 amtierte er als Premierminister seines Landes.

## Ausbildung und Militärkarriere
Mendiburu studierte an der Universidad de San Marcos, 1819 wurde er zum Amanuensis ernannt. Während des Unabhängigkeitskrieges trat er in die Armee ein und wurde von General San Martín zum Leutnant befördert. Er nahm an mehreren Schlachten des Unabhängigkeitskrieges teil und geriet für eine Zeitlang in spanische Gefangenschaft. Bis 1830 stieg er bis zum Hauptmann auf, 1851 wurde er zum Brigadegeneral ernannt. Im Rahmen seiner politischen Laufbahn erhielt er auch den Gesamtbefehl über die peruanischen Streitkräfte.

## Politische Karriere
Ab 1831 wurde Mendiburu mit Sonderaufträgen nach Brasilien und von dort nach Spanien gesandt. 1834 trat er erstmals auf der politischen Bühne auf und übernahm in der wechselvollen Geschichte seines Heimatlandes zahlreiche politische Ämter. So amtierte er nacheinander in mehreren Departamentos das Amt des Präfekten. Er war Abgeordneter im Abgeordnetenhaus und Vizepräsident einer verfassunggebenden Versammlung. In mehreren Kabinetten amtierte Mendiburu als Minister für Landwirtschaft, Äußere Angelegenheiten sowie als Marine- und Kriegsminister.
Er vertrat seine Heimat auch als Diplomat im Ausland, etwa in London, La Paz und Santiago. 1870 ernannte ihn die Handels- und Kunstakademie (Escuela de Artes y Oficios) von Lima als Direktor.

## Historiker
Mendiburu verfasste die erste Ausgabe des Diccionario historico biografico del Perú, dessen acht Bände in den Jahren von 1874 bis zu seinem Tod entstanden. Dieses Werk, 1890 erstmals erschienen, ist bis heute ein Standardwerk für die Geschichtsschreibung Perus.